# The Matrix Reloaded Soundtrack
The Matrix Reloaded Soundtrack é a trilha sonora do filme The Matrix Reloaded.

## Músicas

### Disco Um
1. "Session" - Linkin Park
2. "This is The New Shit" - Marilyn Manson
3. "Reload" - Rob Zombie
4. "Furious Angels" - Rob Dougan
5. "Lucky You" - Deftones
6. "The Passportal" - Team Sleep
7. "Sleeping Awake" - P.O.D.
8. "Bruises" - Unloco
9. "Calm Like a Bomb" - Rage Against the Machine
10. "Dread Rock" - Oakenfold
11. "Zion" - Fluke
12. "When The World Ends (Oakenfold Remix)" - Dave Matthews Band

### Disco Dois
1. "Main Title" - Don Davis
2. "Trinity Dream" - Don Davis
3. "Teahouse" - Juno Reactor e Gocoo
4. "Chateau" - Rob Dougan
5. "Mona Lisa Overdrive" - Don Davis e Juno Reactor
6. "Burly Brawl" - Don Davis e Juno Reactor
7. "Matrix Reloaded Suite" - Don Davis

## Singles
1. "Sleeping Awake" - P.O.D.
2. "Furious Angels" - Rob Dougan
3. "When The World Ends" - Dave Matthews Band